# Giro del Piemonte 1910
Il Giro del Piemonte 1910, terza edizione della corsa, si svolse il 10 aprile 1910. La vittoria fu appannaggio dell'italiano Vincenzo Borgarello, che completò il percorso in 10h03'13", precedendo i connazionali Pietro Aymo e Cesare Zanzottera. Questa edizione fu riservata a professionisti ed amatori.
Sul traguardo di Torino 13 ciclisti, su 27 partiti dalla medesima località, portarono a termine la competizione.

## Ordine d'arrivo (Top 10)
| Pos. | Corridore           | Squadra | Tempo     |
| ---- | ------------------- | ------- | --------- |
| 1    | Vincenzo Borgarello | Peugeot | 10h03'13" |
| 2    | Pietro Aymo         | Peugeot | a 12'47"  |
| 3    | Cesare Zanzottera   | Legnano | a 35'47"  |
| 4    | Pierino Albini      | Legnano | s.t.      |
| 5    | Domenico Cittera    | Legnano | a 40'47"  |
| 6    | Emilio Petiva       | Peugeot | s.t.      |
| 7    | Pierino Vighetti    | -       | s.t.      |
| 8    | Giovanni Marchese   | OTAV    | s.t.      |
| 9    | Clemente Canepari   | OTAV    | s.t.      |
| 10   | Carlo Vertua        | OTAV    | s.t.      |